# G. Maddepalli, Bagepalli
G. Maddepalli là một làng thuộc tehsil Bagepalli, huyện Kolar, bang Karnataka, Ấn Độ.